# Emma Lyonnel
Emma Lyonnel (ou Emma Lyonel, née Marthe Emma Rogel) est une actrice française née à Lorient (Morbihan) le 6 août 1882 et morte à Neuilly-sur-Seine (Hauts-de-Seine) le 7 novembre 1965.

## Biographie

### Famille
En 1917, elle donne naissance à une fille naturelle, Micheline, reconnue quelques jours plus tard par Paul Henri Truyen, dit Paul Leriche (1874-1948), artiste dramatique. Au milieu des années 1930, sa fille devient comédienne sous le nom de Micheline Cheirel.

## Filmographie
- 1919 : L'Étau de Maurice Mariaud : Lucie
- 1935 : La Rosière des halles de Jean de Limur
- 1943 : Béatrice devant le désir de Jean de Marguenat : Mme Dourthe
- 1943 : Les Mystères de Paris de Jacques de Baroncelli : Mme Pipelet
- 1944 : Les Dames du bois de Boulogne de Robert Bresson
- 1946 : Vive la liberté (ou On a tué un homme) de Jeff Musso
- 1946 : Panique de Julien Duvivier : La cliente
- 1948 : La Belle Meunière de Marcel Pagnol : La baronne
- 1949 : La Patronne de Robert Dhéry
- 1950 : Dominique d'Yvan Noé : Tante Jeanne
- 1951 : Adhémar ou le Jouet de la fatalité de Fernandel
- 1951 : Les Quatre Sergents du Fort Carré d'André Hugon : La mère Léonard
- 1951 : La Vérité sur Bébé Donge de Henri Decoin - Mme Lafitte
- 1953 : L'Étrange Désir de monsieur Bard de Géza von Radványi : La directrice
- 1955 : Ces sacrées vacances de Robert Vernay